# Copa Francisco Candelori
La Copa Francisco Candelori fue una copa de carácter oficial organizada por la asociación central de fútbol ya que estaba dentro del calendario oficial de la ACF. En este torneo se jugarían dos partidos entre el campeón del Torneo Metropolitano de Chile y el Torneo Provincial de Chile en el año que estuvieran.
Solo hubo dos ediciones. La primera fue la de 1969, entre la Universidad de Chile, campeón del torneo metropolitano de ese año, y Rangers, campeón del torneo provincial esa temporada. Universidad de Chile se llevaría el trofeo luego de vencer por 2-1 en el marcador global a Rangers.
En 1970, en tanto, se dio la segunda y última, que enfrentó a Unión Española, campeón metropolitano, con Deportes Concepción, el monarca provincial. El elenco penquista se alzó con el título tras superar a los hispanos por un global de 1-0.

## Edición 1969
| 1     | Guardameta     | Carlos Urzúa        |      |
| 2     | Defensa        | Humberto Canobra    |      |
| 3     | Defensa        | Nélson Gallardo     |      |
| 4     | Defensa        | Juan Valdivia       |      |
| 5     | Defensa        | Manuel Rodríguez    |      |
| 6     | Centrocampista | Francisco Las Heras | n/d' |
| 7     | Centrocampista | Eduardo Peralta     |      |
| 8     | Delantero      | Luis Ventura        |      |
| 9     | Delantero      | Carlos Campos       |      |
| 10    | Delantero      | Jorge Spedaletti    |      |
| 11    | Delantero      | Leonel Sánchez      |      |
| D. T. | D. T.          | Ulises Ramos        |      |

| 1     | Guardameta     | Luis Carrizo     |      |
| 2     | Defensa        | Patricio Rojas   |      |
| 3     | Defensa        | Iván Azócar      |      |
| 4     | Defensa        | Wilibaldo Lastra |      |
| 5     | Defensa        | Sergio Velasco   |      |
| 6     | Centrocampista | Eladio Benítez   |      |
| 7     | Centrocampista | Luis Briones     |      |
| 8     | Delantero      | Carlos Díaz      |      |
| 9     | Delantero      | Onofre Barreto   | n/d' |
| 10    | Delantero      | Rodolfo Begorre  |      |
| 11    | Delantero      | Héctor Barría    |      |
| D. T. | D. T.          | Óscar Andrade    |      |

| n/d | Centrocampista | Esteban Aránguiz | n/d' |

| n/d | Delantero | Tomás Bejcek | n/d' |

| 50' (pen.) | Leonel Sánchez | 1:0 |

| expulsado | Jorge Spedaletti |

| expulsado | Iván Azócar |

| Principal | Lorenzo Cantillana |

| 1     | Guardameta     | Carlos Urzúa        |      |
| 2     | Defensa        | Humberto Canobra    |      |
| 3     | Defensa        | Nélson Gallardo     |      |
| 4     | Defensa        | Juan Valdivia       |      |
| 5     | Defensa        | Manuel Rodríguez    |      |
| 6     | Centrocampista | Francisco Las Heras | n/d' |
| 7     | Centrocampista | Eduardo Peralta     |      |
| 8     | Delantero      | Luis Ventura        |      |
| 9     | Delantero      | Carlos Campos       |      |
| 10    | Delantero      | Jorge Spedaletti    |      |
| 11    | Delantero      | Leonel Sánchez      |      |
| D. T. | D. T.          | Ulises Ramos        |      |

| 1     | Guardameta     | Luis Carrizo     |      |
| 2     | Defensa        | Patricio Rojas   |      |
| 3     | Defensa        | Iván Azócar      |      |
| 4     | Defensa        | Wilibaldo Lastra |      |
| 5     | Defensa        | Sergio Velasco   |      |
| 6     | Centrocampista | Eladio Benítez   |      |
| 7     | Centrocampista | Luis Briones     |      |
| 8     | Delantero      | Carlos Díaz      |      |
| 9     | Delantero      | Onofre Barreto   | n/d' |
| 10    | Delantero      | Rodolfo Begorre  |      |
| 11    | Delantero      | Héctor Barría    |      |
| D. T. | D. T.          | Óscar Andrade    |      |

| n/d | Centrocampista | Esteban Aránguiz | n/d' |

| n/d | Delantero | Tomás Bejcek | n/d' |

| 50' (pen.) | Leonel Sánchez | 1:0 |

| expulsado | Jorge Spedaletti |

| expulsado | Iván Azócar |

| Principal | Lorenzo Cantillana |

| 1     | Guardameta     | Carlos Urzúa        |      |
| 2     | Defensa        | Humberto Canobra    |      |
| 3     | Defensa        | Nélson Gallardo     |      |
| 4     | Defensa        | Juan Valdivia       |      |
| 5     | Defensa        | Manuel Rodríguez    |      |
| 6     | Centrocampista | Francisco Las Heras | n/d' |
| 7     | Centrocampista | Eduardo Peralta     |      |
| 8     | Delantero      | Luis Ventura        |      |
| 9     | Delantero      | Carlos Campos       |      |
| 10    | Delantero      | Jorge Spedaletti    |      |
| 11    | Delantero      | Leonel Sánchez      |      |
| D. T. | D. T.          | Ulises Ramos        |      |

| 1     | Guardameta     | Luis Carrizo     |      |
| 2     | Defensa        | Patricio Rojas   |      |
| 3     | Defensa        | Iván Azócar      |      |
| 4     | Defensa        | Wilibaldo Lastra |      |
| 5     | Defensa        | Sergio Velasco   |      |
| 6     | Centrocampista | Eladio Benítez   |      |
| 7     | Centrocampista | Luis Briones     |      |
| 8     | Delantero      | Carlos Díaz      |      |
| 9     | Delantero      | Onofre Barreto   | n/d' |
| 10    | Delantero      | Rodolfo Begorre  |      |
| 11    | Delantero      | Héctor Barría    |      |
| D. T. | D. T.          | Óscar Andrade    |      |

| n/d | Centrocampista | Esteban Aránguiz | n/d' |

| n/d | Delantero | Tomás Bejcek | n/d' |

| 50' (pen.) | Leonel Sánchez | 1:0 |

| expulsado | Jorge Spedaletti |

| expulsado | Iván Azócar |

| Principal | Lorenzo Cantillana |

| 1     | Guardameta     | Carlos Urzúa        |      |
| 2     | Defensa        | Humberto Canobra    |      |
| 3     | Defensa        | Nélson Gallardo     |      |
| 4     | Defensa        | Juan Valdivia       |      |
| 5     | Defensa        | Manuel Rodríguez    |      |
| 6     | Centrocampista | Francisco Las Heras | n/d' |
| 7     | Centrocampista | Eduardo Peralta     |      |
| 8     | Delantero      | Luis Ventura        |      |
| 9     | Delantero      | Carlos Campos       |      |
| 10    | Delantero      | Jorge Spedaletti    |      |
| 11    | Delantero      | Leonel Sánchez      |      |
| D. T. | D. T.          | Ulises Ramos        |      |

| 1     | Guardameta     | Luis Carrizo     |      |
| 2     | Defensa        | Patricio Rojas   |      |
| 3     | Defensa        | Iván Azócar      |      |
| 4     | Defensa        | Wilibaldo Lastra |      |
| 5     | Defensa        | Sergio Velasco   |      |
| 6     | Centrocampista | Eladio Benítez   |      |
| 7     | Centrocampista | Luis Briones     |      |
| 8     | Delantero      | Carlos Díaz      |      |
| 9     | Delantero      | Onofre Barreto   | n/d' |
| 10    | Delantero      | Rodolfo Begorre  |      |
| 11    | Delantero      | Héctor Barría    |      |
| D. T. | D. T.          | Óscar Andrade    |      |

| n/d | Centrocampista | Esteban Aránguiz | n/d' |

| n/d | Delantero | Tomás Bejcek | n/d' |

| 50' (pen.) | Leonel Sánchez | 1:0 |

| expulsado | Jorge Spedaletti |

| expulsado | Iván Azócar |

| Principal | Lorenzo Cantillana |

| 1     | Guardameta     | Luis Carrizo     |  |
| 2     | Defensa        | Patricio Rojas   |  |
| 3     | Defensa        | Iván Azócar      |  |
| 4     | Defensa        | Wilibaldo Lastra |  |
| 5     | Defensa        | Sergio Velasco   |  |
| 6     | Centrocampista | Eladio Benítez   |  |
| 7     | Centrocampista | Luis Briones     |  |
| 8     | Delantero      | Carlos Díaz      |  |
| 9     | Delantero      | Rodolfo Begorre  |  |
| 10    | Delantero      | Onofre Barreto   |  |
| 11    | Delantero      | Héctor Barría    |  |
| D. T. | D. T.          | Óscar Andrade    |  |

| 1     | Guardameta     | Carlos Urzúa        |  |
| 2     | Defensa        | Humberto Canobra    |  |
| 3     | Defensa        | Carlos Contreras    |  |
| 4     | Defensa        | Nélson Gallardo     |  |
| 5     | Defensa        | Manuel Rodríguez    |  |
| 6     | Centrocampista | Francisco Las Heras |  |
| 7     | Centrocampista | Eduardo Peralta     |  |
| 8     | Delantero      | Luis Ventura        |  |
| 9     | Delantero      | Jorge Spedaletti    |  |
| 10    | Delantero      | Osvaldo Camargo     |  |
| 11    | Delantero      | Carlos Arratia      |  |
| D. T. | D. T.          | Ulises Ramos        |  |

| 24' | Onofre Barreto | 1:0 |

| 34' | Carlos Arratia | 1:1 |

| Principal | Jorge Cruzat |

| 1     | Guardameta     | Luis Carrizo     |  |
| 2     | Defensa        | Patricio Rojas   |  |
| 3     | Defensa        | Iván Azócar      |  |
| 4     | Defensa        | Wilibaldo Lastra |  |
| 5     | Defensa        | Sergio Velasco   |  |
| 6     | Centrocampista | Eladio Benítez   |  |
| 7     | Centrocampista | Luis Briones     |  |
| 8     | Delantero      | Carlos Díaz      |  |
| 9     | Delantero      | Rodolfo Begorre  |  |
| 10    | Delantero      | Onofre Barreto   |  |
| 11    | Delantero      | Héctor Barría    |  |
| D. T. | D. T.          | Óscar Andrade    |  |

| 1     | Guardameta     | Carlos Urzúa        |  |
| 2     | Defensa        | Humberto Canobra    |  |
| 3     | Defensa        | Carlos Contreras    |  |
| 4     | Defensa        | Nélson Gallardo     |  |
| 5     | Defensa        | Manuel Rodríguez    |  |
| 6     | Centrocampista | Francisco Las Heras |  |
| 7     | Centrocampista | Eduardo Peralta     |  |
| 8     | Delantero      | Luis Ventura        |  |
| 9     | Delantero      | Jorge Spedaletti    |  |
| 10    | Delantero      | Osvaldo Camargo     |  |
| 11    | Delantero      | Carlos Arratia      |  |
| D. T. | D. T.          | Ulises Ramos        |  |

| 24' | Onofre Barreto | 1:0 |

| 34' | Carlos Arratia | 1:1 |

| Principal | Jorge Cruzat |

| 1     | Guardameta     | Luis Carrizo     |  |
| 2     | Defensa        | Patricio Rojas   |  |
| 3     | Defensa        | Iván Azócar      |  |
| 4     | Defensa        | Wilibaldo Lastra |  |
| 5     | Defensa        | Sergio Velasco   |  |
| 6     | Centrocampista | Eladio Benítez   |  |
| 7     | Centrocampista | Luis Briones     |  |
| 8     | Delantero      | Carlos Díaz      |  |
| 9     | Delantero      | Rodolfo Begorre  |  |
| 10    | Delantero      | Onofre Barreto   |  |
| 11    | Delantero      | Héctor Barría    |  |
| D. T. | D. T.          | Óscar Andrade    |  |

| 1     | Guardameta     | Carlos Urzúa        |  |
| 2     | Defensa        | Humberto Canobra    |  |
| 3     | Defensa        | Carlos Contreras    |  |
| 4     | Defensa        | Nélson Gallardo     |  |
| 5     | Defensa        | Manuel Rodríguez    |  |
| 6     | Centrocampista | Francisco Las Heras |  |
| 7     | Centrocampista | Eduardo Peralta     |  |
| 8     | Delantero      | Luis Ventura        |  |
| 9     | Delantero      | Jorge Spedaletti    |  |
| 10    | Delantero      | Osvaldo Camargo     |  |
| 11    | Delantero      | Carlos Arratia      |  |
| D. T. | D. T.          | Ulises Ramos        |  |

| 24' | Onofre Barreto | 1:0 |

| 34' | Carlos Arratia | 1:1 |

| Principal | Jorge Cruzat |

| 1     | Guardameta     | Luis Carrizo     |  |
| 2     | Defensa        | Patricio Rojas   |  |
| 3     | Defensa        | Iván Azócar      |  |
| 4     | Defensa        | Wilibaldo Lastra |  |
| 5     | Defensa        | Sergio Velasco   |  |
| 6     | Centrocampista | Eladio Benítez   |  |
| 7     | Centrocampista | Luis Briones     |  |
| 8     | Delantero      | Carlos Díaz      |  |
| 9     | Delantero      | Rodolfo Begorre  |  |
| 10    | Delantero      | Onofre Barreto   |  |
| 11    | Delantero      | Héctor Barría    |  |
| D. T. | D. T.          | Óscar Andrade    |  |

| 1     | Guardameta     | Carlos Urzúa        |  |
| 2     | Defensa        | Humberto Canobra    |  |
| 3     | Defensa        | Carlos Contreras    |  |
| 4     | Defensa        | Nélson Gallardo     |  |
| 5     | Defensa        | Manuel Rodríguez    |  |
| 6     | Centrocampista | Francisco Las Heras |  |
| 7     | Centrocampista | Eduardo Peralta     |  |
| 8     | Delantero      | Luis Ventura        |  |
| 9     | Delantero      | Jorge Spedaletti    |  |
| 10    | Delantero      | Osvaldo Camargo     |  |
| 11    | Delantero      | Carlos Arratia      |  |
| D. T. | D. T.          | Ulises Ramos        |  |

| 24' | Onofre Barreto | 1:0 |

| 34' | Carlos Arratia | 1:1 |

| Principal | Jorge Cruzat |

| Campeón Universidad de Chile |

## Edición 1970
| width=10% | width=10% | width=65% |  |
|           |           |           |  |
|           |           |           |  |
|           |           |           |  |
|           |           |           |  |
|           |           |           |  |
|           |           |           |  |
|           |           |           |  |
|           |           |           |  |
|           |           |           |  |
|           |           |           |  |
| D. T.     | D. T.     | Luis Vera |  |

| width=10% | width=10% | width=65% |  |
|           |           |           |  |
|           |           |           |  |
|           |           |           |  |
|           |           |           |  |
|           |           |           |  |
|           |           |           |  |
|           |           |           |  |
|           |           |           |  |
|           |           |           |  |
|           |           |           |  |

| 85' | Oscar Abellán | 1:0 |

| 35 | Carlos Guerra |

| width=10% | width=10% | width=65% |  |
|           |           |           |  |
|           |           |           |  |
|           |           |           |  |
|           |           |           |  |
|           |           |           |  |
|           |           |           |  |
|           |           |           |  |
|           |           |           |  |
|           |           |           |  |
|           |           |           |  |
| D. T.     | D. T.     | Luis Vera |  |

| width=10% | width=10% | width=65% |  |
|           |           |           |  |
|           |           |           |  |
|           |           |           |  |
|           |           |           |  |
|           |           |           |  |
|           |           |           |  |
|           |           |           |  |
|           |           |           |  |
|           |           |           |  |
|           |           |           |  |

| 85' | Oscar Abellán | 1:0 |

| 35 | Carlos Guerra |

| width=10% | width=10% | width=65% |  |
|           |           |           |  |
|           |           |           |  |
|           |           |           |  |
|           |           |           |  |
|           |           |           |  |
|           |           |           |  |
|           |           |           |  |
|           |           |           |  |
|           |           |           |  |
|           |           |           |  |
| D. T.     | D. T.     | Luis Vera |  |

| width=10% | width=10% | width=65% |  |
|           |           |           |  |
|           |           |           |  |
|           |           |           |  |
|           |           |           |  |
|           |           |           |  |
|           |           |           |  |
|           |           |           |  |
|           |           |           |  |
|           |           |           |  |
|           |           |           |  |

| 85' | Oscar Abellán | 1:0 |

| 35 | Carlos Guerra |

| width=10% | width=10% | width=65% |  |
|           |           |           |  |
|           |           |           |  |
|           |           |           |  |
|           |           |           |  |
|           |           |           |  |
|           |           |           |  |
|           |           |           |  |
|           |           |           |  |
|           |           |           |  |
|           |           |           |  |
| D. T.     | D. T.     | Luis Vera |  |

| width=10% | width=10% | width=65% |  |
|           |           |           |  |
|           |           |           |  |
|           |           |           |  |
|           |           |           |  |
|           |           |           |  |
|           |           |           |  |
|           |           |           |  |
|           |           |           |  |
|           |           |           |  |
|           |           |           |  |

| 85' | Oscar Abellán | 1:0 |

| 35 | Carlos Guerra |

| width=10% | width=10% | width=65% |  |
|           |           |           |  |
|           |           |           |  |
|           |           |           |  |
|           |           |           |  |
|           |           |           |  |
|           |           |           |  |
|           |           |           |  |
|           |           |           |  |
|           |           |           |  |
|           |           |           |  |

| width=10% | width=10% | width=65% |  |
|           |           |           |  |
|           |           |           |  |
|           |           |           |  |
|           |           |           |  |
|           |           |           |  |
|           |           |           |  |
|           |           |           |  |
|           |           |           |  |
|           |           |           |  |
|           |           |           |  |
| D. T.     | D. T.     | Luis Vera |  |

| width=10% | width=10% | width=65% |  |
|           |           |           |  |
|           |           |           |  |
|           |           |           |  |
|           |           |           |  |
|           |           |           |  |
|           |           |           |  |
|           |           |           |  |
|           |           |           |  |
|           |           |           |  |
|           |           |           |  |

| width=10% | width=10% | width=65% |  |
|           |           |           |  |
|           |           |           |  |
|           |           |           |  |
|           |           |           |  |
|           |           |           |  |
|           |           |           |  |
|           |           |           |  |
|           |           |           |  |
|           |           |           |  |
|           |           |           |  |
| D. T.     | D. T.     | Luis Vera |  |

| width=10% | width=10% | width=65% |  |
|           |           |           |  |
|           |           |           |  |
|           |           |           |  |
|           |           |           |  |
|           |           |           |  |
|           |           |           |  |
|           |           |           |  |
|           |           |           |  |
|           |           |           |  |
|           |           |           |  |

| width=10% | width=10% | width=65% |  |
|           |           |           |  |
|           |           |           |  |
|           |           |           |  |
|           |           |           |  |
|           |           |           |  |
|           |           |           |  |
|           |           |           |  |
|           |           |           |  |
|           |           |           |  |
|           |           |           |  |
| D. T.     | D. T.     | Luis Vera |  |

| width=10% | width=10% | width=65% |  |
|           |           |           |  |
|           |           |           |  |
|           |           |           |  |
|           |           |           |  |
|           |           |           |  |
|           |           |           |  |
|           |           |           |  |
|           |           |           |  |
|           |           |           |  |
|           |           |           |  |

| width=10% | width=10% | width=65% |  |
|           |           |           |  |
|           |           |           |  |
|           |           |           |  |
|           |           |           |  |
|           |           |           |  |
|           |           |           |  |
|           |           |           |  |
|           |           |           |  |
|           |           |           |  |
|           |           |           |  |
| D. T.     | D. T.     | Luis Vera |  |

| Campeón Deportes Concepción |